# Lenguas bereberes del Atlas

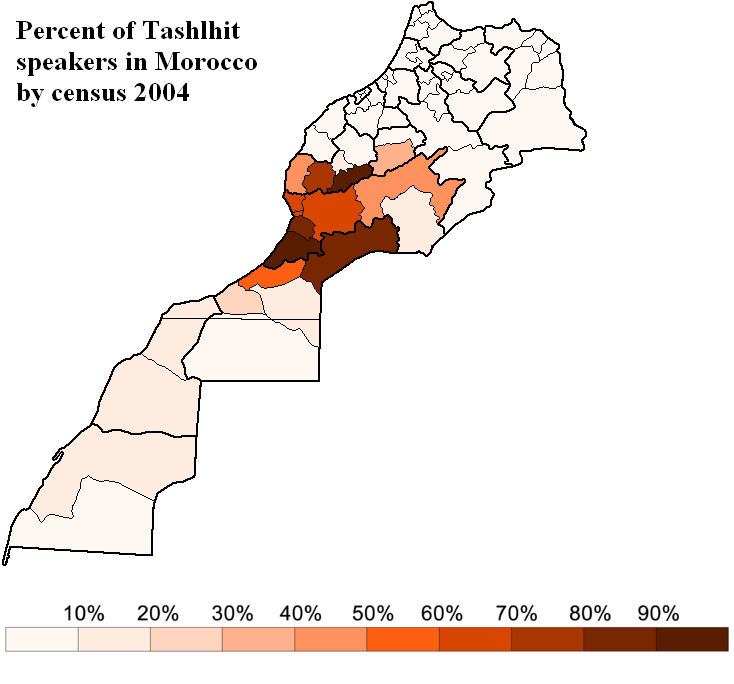
Porcentaje de hablantes de Tashelhit (uso cotidiano, en 2004)

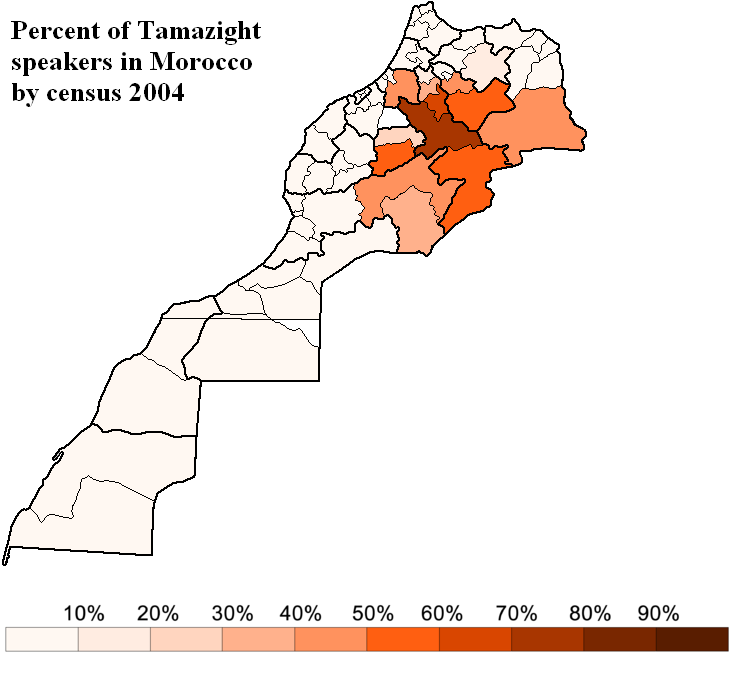
Porcentaje de hablantes de Tamazight de Marruecons Central (uso cotidiano, en 2004)

Los lenguas del Atlas o idiomas bereberes del Atlas marroquí son un subgrupo de las lenguas bereberes septentrionales habladas en las Montañas Atlas de Marruecos. De acuerdo con la inteligibilidad mutua, pueden ser consideradas una única lengua con unos 14 millones de hablantes, sin embargo, sociolingüísticamente se considerna lenguas diferentes por el Real Instituto de la cultura amazig. Incluyen:
- Judeo-Bereber  (Israel).
- Tashelhit (shilha) (Marruecos).
- Tamazight del Marruecos Central (Marruecos).
- Bereber Ghomari (Marruecos).
- Sanhaja de Srair (Marruecos).